# Rummelsburger See
Der Rummelsburger See (auch Rummelsburger Bucht genannt) ist eine Spreebucht in Berlin mit den angrenzenden Bezirken Friedrichshain-Kreuzberg (Halbinsel Stralau) und Lichtenberg (Rummelsburg).
Der Rummelsburger See (RmS) mit einer Länge von 1,6 Kilometern gehört als Wasserstraßenklasse IV zur Bundeswasserstraße Spree-Oder-Wasserstraße, für die das Wasserstraßen- und Schifffahrtsamt Spree-Havel zuständig ist.
An der südlichen Verbindung der Bucht mit der Spree bei Kilometer 23,97, zwischen Stralau und Rummelsburg, befinden sich zwei kleine Inseln, der Kratzbruch und die Liebesinsel. Beide stehen unter Naturschutz.
Der Rummelsburger See und seine Uferregionen werden besonders an den Wochenenden von zahlreichen Berlinern als Naherholungsgebiet genutzt. Die einzelnen Uferbereiche der Bucht haben auch individuelle Namen erhalten.

## Geschichte

### Frühere Jahrhunderte bis zum Ende der 1980er Jahre
Bis in die 1770er Jahre nannten die ersten Siedler der Halbinsel Stralau die Bucht der Spree hier See oder später Stralower See. Die darin liegende Liebesinsel hieß anfangs Entenwerder. Am Nordufer entwässerte der Kraatzgraben aus dem Bereich Kolonie Friedrichsberg. Nachdem Siedlungsteile nach dem Gastwirt Rummel die Bezeichnung Rummelsburg übernahmen, übertrug sich dieser Eigenname auch auf den See, der nun Rummelsburger See oder Rummelsburger Bucht genannt wurde.
Im Zusammenhang mit der Inbetriebnahme des Kraftwerks Klingenberg in den 1920er Jahren diente ein Abschnitt des Nordostufers als Freibadeanstalt. Das Wasser wurde mittels der Kraftwerksabwärme erwärmt. Ab den 1950er Jahren wurde es geschlossen und seine Begrenzungen beseitigt.

### Siedlungsbauten und Infrastruktur 1990 bis 2020
Sowohl nördlich als auch südlich des Rummelsburger Sees wurden nach der politischen Wende auf Industriebrachen neue Wohnviertel (Wasserstadt) von der Entwicklungsträgergesellschaft Wasserstadt errichtet. Von 1999 bis 2001 fand wegen der starken Kontaminationen des Sees eine Teilsanierung statt. Eine ab Mai 2014 durchgeführte Studie stellte fest, dass das Sediment weiterhin mit hohen Schadstoffkonzentrationen belastet ist.
Um den Anwohnern der angrenzenden Berliner Bezirke eine verbesserte Infrastruktur zur Verfügung zu stellen, ist der Bau einer Schule, von Kitas und Wohnungen im Bebauungsplan (Bebauungsplan Ostkreuz XVII-4) vorgesehen. Darüber hinaus sind auch Umweltbildungs- und Tourismusprojekte, wie das Ozeanarium Ocean Berlin, geplant. Obwohl eine Bürgerinitiative 20.000 Unterschriften gegen diesen Plan sammelte, stimmte die Bezirksverordnetenversammlung am 29. April 2019 in einer Sondersitzung dem Plan zu. Das Projekt bezeichnet ein großes Meeresmuseum, in welchem Becken und Aquarien eingerichtet werden sollen. Auf rund 800 Quadratmetern werden zahlreiche Meeresbewohner möglichst in ihrer natürlichen Umgebung gezeigt. – Wegen der Katastrophe mit dem AquaDom-Wasserbehälter werden in der noch laufenden Planungsphase stärkere Betonwände und dickeres Glas vorgesehen. Im Februar 2023 begannen die Tiefbauarbeiten, die der Offenbacher Firma Keller Grundbau GmbH übertragen wurden. Das gesamte Museumsbauwerk soll im Jahr 2025 fertig gestellt sein.

### Weitere Entwicklungen seit 2021
Der Bereich an der Bucht zwischen Stichkanal Rummelsburg, der Köpenicker Chaussee und der Rummelsburger Landstraße mit der KGA Wilhelmstrand – ein knapp 30 ha großes Gebiet – entlang der Köpenicker Chaussee 15–19 – soll sich nach den Plänen der Archigon Projektentwicklung & Baubetreuungs-GmbH zu einer Spreeküste weiterentwickeln. Dazu gehört zunächst eine Baufläche von 3,2 ha, für die das Architektenteam O&O Baukunst Pläne nach einem von den Bezirksämtern Lichtenberg, Treptow-Köpenick und der Senatsbauabteilung durchgeführten Werkstattverfahren entwickelt hat. Es soll ein gemischtes neues Quartier mit dem Schwerpunkt auf Büros und Dienstleistungen inklusive Gastronomie, Einzelhandel, Forschungslabore und Manufakturen entstehen. Die Entwürfe sehen ein Bauensemble aus mehreren siebengeschossigen Bauten vor, die sich um ein 24-geschossiges und ein 18-geschossiges Hochhaus gruppieren. 
Gegen dieses Projekt gibt es Kritik, beispielsweise schätzt das Kiezforum Rummelsburger Bucht, dass „Hochhäuser und eine betonierte Verdichtung wie am Potsdamer Platz“ dazu führen, dass „Innerstädtische Baumassen hier leichtfertig in eine vom Grün geprägte Stadtstruktur an der Spree übertragen werden. […] Wenn auf fast 30 Hektar nur Gewerbe angesiedelt wird, dürfte hier abends eine Geisterstadt entstehen.“ Die Meinungen der Anwohner seien nicht berücksichtigt worden, es fehle ein Minimum an Urbanität und ganztägiger Aufenthaltsqualität und auch die Naturschutzbelange kämen zu kurz. Termine wurden noch nicht bekannt.
Des Weiteren wird kritisiert, dass die Verkehrsanbindung mangelhaft ist, gegenwärtig wird das Areal lediglich von einer Straßenbahnlinie tangiert, die nur alle 20 Minuten verkehrt. Die vorgesehene Gewerbeansiedlung werde etwa 4000 Arbeitsplätze bieten, zu denen die Menschen bequem hinkommen müssen. Vom Projektentwickler wird darauf verwiesen, dass es auf dem Spreeküste-Gelände eine eigene Nahverkehrsversorgung geben soll. Zudem stehen Verhandlungen mit der BVG an.

## Rechtsvorschriften
In öffentlichen Gewässern der Stadt dürfen Boote aller Art nicht beliebig ankern oder anlegen. Es gilt die Binnenschifffahrtsstraßen-Ordnung mit ihren Zusatz-Verordnungen. Seit dem 1. Juni 2024 ist speziell für die Rummelsburger Bucht die Siebte Verordnung zur vorübergehenden Abweichung von der Binnenschifffahrtsstraßen-Ordnung zu beachten. Danach ist das „unbemannte Stillliegen“ von Booten oder Flößen auf diesem Gewässer untersagt. Grund für die strenge Regel ist, dass häufig durch Haus- oder Partyboote Lärm entstand und Unrat verursacht wurde, der mit Steuergeldern beseitigt werden musste. Bootsnutzer müssen nun beim Ankern dafür sorgen, dass eine Aufsichtsperson an Bord bleibt, die auch in Gefahrensituationen eingreifen kann. Zudem darf nur noch in Nebengewässern geankert oder an gekennzeichneten Liegeplätzen festgemacht werden, meist auch kostenpflichtig.

## Vorkommnis und Medienpräsenz
Am 2. Januar 1884 ertrank hier die junge Schriftstellerin Margarethe von Bülow beim Versuch, ein Kind aus dem Eis zu retten.
Die Liebesinsel und der Rummelsburger See werden in Fontanes Roman Der Stechlin im Rahmen einer Nachmittagspartie der Protagonisten auf der Spree erwähnt:

„Lizzi hat mir erzählt, hier zwischen Treptow und Stralau sei auch die ‚Liebesinsel‘; da stürben immer die Liebespaare, meist mit einem Zettel in der Hand, drauf alles stünde. Trifft das zu?“

„Ja, Gräfin, soviel ich weiß, trifft es zu. Solche Liebesinseln gibt es übrigens vielfach in unsrer Gegend und kann als Beweis gelten, wie weitverbreitet der Zustand ist, dem abgeholfen werden soll, und wenn's auch durch Sterben wäre […] Übrigens, so schön ‚Liebesinsel‘ klingt, der Zauber davon geht wieder verloren, wenn Sie sich den Namen des Ganzen vergegenwärtigen. Die sich so mächtig hier verbreiternde Spreefläche heißt nämlich der ‚Rummelsburger‘ See.“

Am Rummelsburger See wurden Szenen des 1973 uraufgeführten Films Die Legende von Paul und Paula gedreht. Zur Erinnerung an den Film wurde ein Abschnitt des Uferwegs am 1. Mai 1998 offiziell als Paul-und-Paula-Ufer benannt.